# Las Colinas (República Dominicana)
Las Colinas es un barrio perteneciente al municipio de San Pedro de Macorís ubicado en su parte oriental. Su extensión es de aproximadamente 18 km² y en sus inicios era un sector del barrio Santa Fe, que debido a su poblamiento, ha tomado carácter de barrio independiente e incluso ha tenido que subdividirse en Colinas I y Colinas II. Su nombre se debe al hecho de estar ubicado en la parte más alta del municipio de San Pedro de Macorís. 
Las Colinas I limita al norte con el barrio Santa Fe, específicamente con los sectores de Villa Centro y Cacarajícara; al sur, terrenos baldíos con letreros de “Propiedad Privada” le limitan; al este, se encuentra Las colinas II y al oeste el Barrio 24 de Abril. Mientras que el sector denominado Las Colinas II por su lado, limita al norte con el barrio Santa Fe, al sur con terrenos baldíos que, al igual que el barrio, otrora fueran propiedad del Consejo Estatal del Azúcar, al este, la Autovía del Este y al oeste el sector Colinas I.
El barrio está poblado en su mayoría por personas de escasos recursos económicos que subsisten gracias al comercio informal predominante y la ayuda de los planes sociales del estado dominicano.

## Aspectos Históricos
El barrio Las Colinas nace, como la mayoría de los barrios de las zonas urbanas, como consecuencia del éxodo rural, pero en este caso, ésta emigración corresponde a una época en la que la economía de la provincia de San Pedro de Macorís era la más atractiva de la isla por el desarrollo de la industria azucarera, las zonas francas y la producción de peloteros de grandes ligas; por ende, venían a ésta personas de todas las partes del país, así fueran campos o ciudades.
En sus principios, los que hoy conforman el barrio Las Colinas I y II, eran unos terrenos propiedad del Consejo Estatal del Azúcar (CEA)y como tal, estaban sembrados de caña de azúcar (Saccharum officinarum) en su gran mayoría y los que no, estaban dedicados al pasto del ganado utilizado en las labores agrícolas de dicha dependencia del estado.
Esos terrenos, según afirman sus fundadores, Enrique Zorrilla, Juana Bautista Hernández, Carmen Dolores Polanco entre otros, fueron donados por el CEA en el año 1990 a los trabajadores y militares de ese entonces de manera equitativa en porciones denominadas solares para que éstos construyeran sus viviendas. Viendo la necesidad de los nuevos inmigrantes en la provincia, muchos de estos nuevos propietarios dispusieron de estos terrenos vendiéndolos al mejor postor. A partir de ese entonces, empieza el nacimiento de lo que es hoy Las Colinas I y II.
En sus inicios, debido a la carencia de servicios públicos como la energía eléctrica, el agua y el auge que iba tomando la delincuencia, los moradores decidieron unirse para conformar una junta de vecinos. La primera junta de vecinos de Las Colinas I estaba conformada por: el Sr. Santiago, Enrique Zorrilla, Juana Bautista Hernández (Ita), y algunos otros de los primeros habitantes del sector; en el caso de Las Colinas II formaron parte de la primera junta de vecinos, Juana Salas, Confesor King, Agustín Rosario, y otros.
En ambos casos las Juntas de Vecinos lograron llamar la atención de las autoridades del municipio de San Pedro de Macorís para que les sean instalados sistemas de iluminación, agua potable, así como la señalización e identificación de las calles.

## Flora y fauna
Al igual que en el resto de la provincia, la flora es muy diversa, pero en el barrio Las Colinas, 

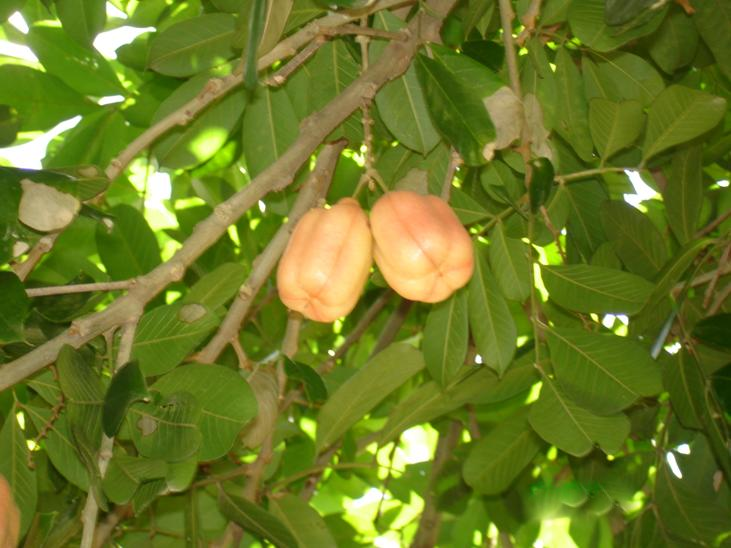
"Sesos de Mata"

predominan las matas de Azadirachta indica, comúnmente llamado nim (sembradas para dar  sombra), la Dypsis lutescens o “mata de Palmita”  (de uso ornamental) así como la Moringa oleifera o "Flor de Libertad" y un muy singular árbol conocido solo como “Sesos de Mata” ubicado en el patio de la señora Carmen Lidia Feliciano, fundadora del barrio en el área hoy conocida como Colinas II. De este árbol, según asegura su propietaria, se pueden tomar los frutos (que al abrirlo tiene cierta semejanza con los sesos) para ser cocinados con carnes o bacalao, pero solo en una cierta época del año, ya que hay en un tiempo en el que el fruto que produce intoxica. 
La fauna del barrio es igual de diversa, predominan los perros y gatos domésticos, gallinas, algunos caballos; además en las áreas cercanas a los terrenos baldíos aparecen hurones, lagartos, serpientes, ratones, ciempiés y más.

## Geografía
San Pedro de Macorís, provincia a la cual pertenece este barrio, está situada en el sureste de la República Dominicana y limita al norte con las provincias Hato Mayor y El Seibo, al este con la provincia La Romana, al sur con el Mar Caribe y al oeste con las provincias de Santo Domingo y Monte Plata. 
El barrio Las Colinas, en sentido general limita al norte con el barrio Santa Fe, específicamente con los sectores de Villa Centro, Cacarajícara, entre otros; al sur, terrenos baldíos con letreros de “Propiedad Privada”; al este se encuentra el proyecto habitacional “José Blanche” y más terrenos baldíos; al oeste se encuentra el barrio 24 de Abril.

## Brújula
|                           | Norte: Barrio Santa Fe |                                          |
| Oeste: Barrio 24 de Abril |                        | Este: Proyecto Habitacional José Blanche |
|                           | Sur: Terrenos Baldíos  |                                          |

## Infraestructura
El barrio Las Colinas cuenta con gran variedad en estilos de construcción y tipos de viviendas. Existen casas construidas en cemento, así como viviendas de características humildes cuyas paredes son levantadas en zinc y madera. Además se cuenta con una escuela, una cancha de baloncesto, una edificación dedicada a la atención de niños de escasos recursos, gimnasios, centros comerciales y otras edificaciones de infraestructura fuerte. 

## Hidrografía
En sus inicios, cuando aun los terrenos eran propiedad del CEA, en la parte sur del barrio existía una laguna, la cual fue reforzada con bombas sumergibles para utilizar el agua para regar la caña de azúcar y dar de beber a los animales. Actualmente esa laguna no existe, ya que se secó de manera natural y el área donde existía ha sido utilizada para construir viviendas.
Su afluente más cercano es el río Soco, cuya desembocadura en el Mar Caribe se encuentra a unos diez kilómetros del barrio.

## Educación
Al principio solo existía una escuelita de patio en el sector para ir alfabetizando a los niños, luego, a raíz de la necesidad y de la lucha en conjunto de la comunidad a través de la Junta de Vecinos, en esta ocasión presidida por Juana Bautista Hernández (Ita), lograron la construcción de una escuela a través de ayudas internacionales y del ayuntamiento, centro en el que actualmente se imparte clases hasta el sexto grado de la educación básica durante el día y en la noche, alfabetizan adultos desde el grado inicial hasta el octavo grado de básica.
La escuela fue bautizada con el nombre de José Francisco Peña Gómez en honor a ese político destacado de la historia del país. Además de ésta, existe una serie de colegios privados y un centro denominado Estancias Infantiles (construida por el ayuntamiento y que funge como guardería y colegio hasta el quinto grado de la educación básica), centros que contribuyen al desarrollo educativo del barrio en sentido general.

## Salud
Existe un centro de los denominados por el Ministerio de Salud Pública Unidad de Atención Primaria (UNAP), que es donde se les dan los primeros auxilios y las atenciones básicas a los moradores del barrio. Este centro de atención se llama “Dando la mano al Pobre” y se encuentra en la parte noroeste del barrio cerca del sector Cacarajícara del Ingenio Santa Fe.

## Economía
La economía del barrio gira en torno a negocios informales como colmados, colmadones, vendedores ambulantes, motoconchos, gomeros, además de Compraventas, Bancas de Lotería, Centros de Internet, Fantasías, Ferreterías, y otros negocios. La principal fuente de empleo para los moradores del barrio es la zona franca y los grandes comercios del centro de la ciudad.

## Actividades Culturales y Deportivas
Una de las actividades deportivas y recreativas predominantes en el barrio es el juego de béisbol, practicado por muchos niños con la esperanza de algún día poder convertirse en peloteros de grandes ligas, y por los jóvenes adultos de manera recreativa. 

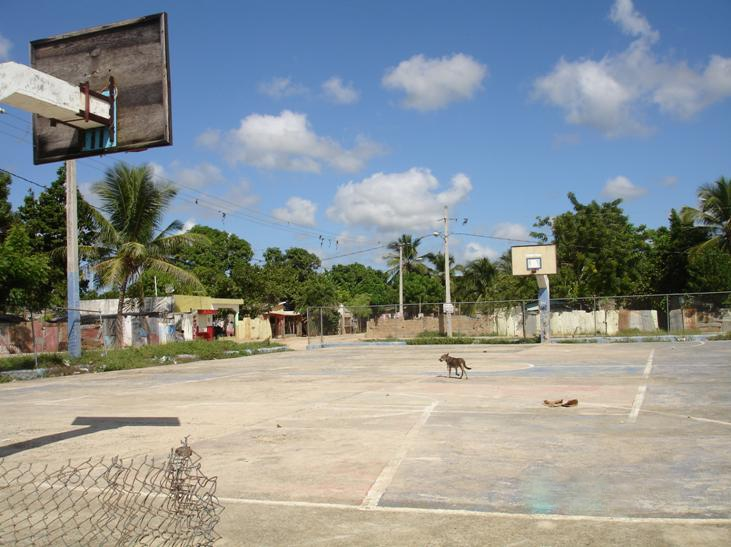
Cancha de baloncesto en Las Colinas

Además se practican juegos como críquet, baloncesto, Softball, entre otros.
También se realizan en el barrio actividades culturales como la celebración de las fiestas barriales en el mes de octubre, organizadas por la Junta de Vecinos y dentro de las cuales se llevan a cabo actividades deportivas como juegos de Softball y baloncesto; y recreativas como la presentación de artistas en tarima, competencias de baile de bachata y salsa, y otras actividades culturales como charlas de concientización y reuniones con los jóvenes para orientarlos en diversas áreas de la vida.
Existe también una gallera que está ubicada en el área de Colinas II. Además, en ambos sectores se llevan a cabo unas celebraciones denominadas “priyés” que son unas fiestas mágico-religiosas y de santería en las cuales se adoran santos y seres que le dan “ciertos poderes sobrenaturales y le conceden favores” a sus adoradores, según ellos mismos.